# Malik Fathi
Malik Deniz Fathi (* 29. Oktober 1983 in Berlin) ist ein ehemaliger deutscher Fußballspieler und aktueller -trainer. 

## Karriere als Spieler

### Verein
Seine Karriere begann Fathi bei Hertha 03 Zehlendorf und Tennis Borussia Berlin. Anschließend spielte er nach seinem Abitur fast sieben Jahre für Hertha BSC, für die er am 1. November 2003 gegen den VfL Wolfsburg sein Debüt in der Bundesliga gab. In der 75. Minute wechselte ihn der damalige Trainer Huub Stevens für Andreas Schmidt ein. Im Verlauf der weiteren Saison kam er regelmäßig zu weiteren Einsätzen. Seinen ersten Auftritt in der Startelf hatte der Defensivspieler sieben Spieltage nach seinem Debüt, am 31. Januar 2004 im Spiel gegen Werder Bremen. Von da an gehörte er zur ersten Elf der Berliner. In den kommenden vier Jahren war Fathi auf der Position des Linksverteidigers gesetzt. Seine beste Platzierung mit Hertha erreichte er zur Spielzeit 2004/05, als man Vierter in der Bundesliga wurde. Auf seinen ersten Ligatreffer musste er bis zur Saison 2006/07 warten. Bei der 2:4-Niederlage gegen den FC Bayern München traf er zum 1:3 per Kopfball.
Im März 2008 wechselte Fathi zu Spartak Moskau in die russische Premjer-Liga. Ein Grund für diesen Transfer war, dass Hertha-Trainer Lucien Favre von Vierer- auf Dreierkette umstellte und somit Fathi nicht mehr als Linksverteidiger benötigte. Zuvor hatte er noch am 23. Spieltag, dem 7. März 2008, im Spiel gegen Borussia Dortmund über die volle Spielzeit gespielt. In der Premjer-Liga gab Fathi kurz darauf beim 0:0 gegen den damaligen Meister Zenit St. Petersburg sein Debüt.
Zum 1. Februar 2010 wurde Fathi bis zum Ende der Saison 2009/10 an den Bundesligisten 1. FSV Mainz 05 ausgeliehen, im Anschluss erneut für die Saison 2010/11. Zur Saison 2011/12 unterzeichnete Fathi schließlich einen Vertrag über drei Jahre bei Mainz 05.
Zur Saison 2012/13 wurde Fathi für ein Jahr und eine Leihgebühr in Höhe von 200.000 Euro an Kayserispor verliehen. Kayserispor besaß zudem eine Kaufoption in Höhe von 600.000 Euro. In der Winterpause 2012/13 wurde er bis Saisonende an den TSV 1860 München verliehen, für den er in allen 15 noch ausstehenden Saisonspielen zum Einsatz kam.
Nach seiner Rückkehr zu Mainz 05 absolvierte Fathi in der Saison 2013/14 nur noch zwei Ligaspiele für die Rheinhessen. Sein Vertrag wurde nach Ablauf der Spielzeit nicht verlängert, und Fathi war daraufhin für ein halbes Jahr ohne Verein. Im Januar 2015 schloss er sich dem spanischen Drittligisten Atlético Baleares aus Palma an. In der Segunda División B kam er fast 100-mal in dreieinhalb Jahren zum Einsatz. Im Juli 2018 beendete Fathi seine aktive Laufbahn.

### Nationalmannschaft
Fathi spielte 18-mal im deutschen U-21-Nationalteam, zuvor bereits für die U-20. Mit der U-21-Auswahl nahm der Verteidiger an der Europameisterschaft 2004 (ein Einsatz) und 2006 (zwei Einsätze) teil.
Am 16. August 2006 absolvierte er im Freundschaftsspiel gegen Schweden sein erstes Spiel für die deutsche A-Nationalmannschaft. Zur Halbzeit wurde er von Bundestrainer Joachim Löw für Marcell Jansen eingewechselt. Am 7. Oktober 2006 spielte Fathi in einem 15-minütigen Einsatz gegen Georgien das zweite und letzte Mal für den DFB.

## Karriere als Trainer
In der Saison 2018/19 war Fathi bei Atlético Baleares als Mentaltrainer beschäftigt.
Zur Saison 2019/20 wurde Fathi Co-Trainer von Andreas Neuendorf bei der zweiten Mannschaft von Hertha BSC. Aufgrund von Personalnot saß er am 5. Spieltag der Saison 2020/21 als Spieler auf der Ersatzbank, kam aber nicht zum Einsatz. Ende Januar 2021 wurde Neuendorf Co-Trainer von Pál Dárdai bei der Profimannschaft. Fathi übernahm daraufhin die zweite Mannschaft gemeinsam mit Levent Selim, der seit Saisonbeginn zweiter Co-Trainer gewesen war, als gleichberechtigte Doppelspitze. Da die Spielzeit aufgrund der COVID-19-Pandemie seit November 2020 unterbrochen war und nicht wieder aufgenommen wurde, absolvierte das Trainerduo jedoch kein Pflichtspiel. Zur Saison 2021/22 wurde Ante Čović neuer Cheftrainer der zweiten Mannschaft. Anschließend war Fathi bis Sommer 2023 als Trainer im Jugendbereich der Hertha beschäftigt.
Zur Saison 2023/24 wurde Fathi Co-Trainer von Sebastian Hoeneß beim VfB Stuttgart.

## Privates
Der 1,85 m große Fathi ist der Sohn eines türkischstämmigen Vaters und einer deutschen Mutter. Er ist verheiratet und hat einen Sohn.